# Ptiliolum
Ptiliolum ist eine Gattung der Käfer aus der Familie der Zwergkäfer (Ptiliidae) innerhalb der Unterfamilie Ptiliinae. Sie kommt in Europa mit 13 Arten vor, in Mitteleuropa sind davon sieben Arten verbreitet.

## Merkmale
Die Käfer unterscheiden sich von denen der Gattung Ptilium durch das Fehlen der Längsfurche am Halsschild, von Micridium durch die unterschiedliche Form und den schwach ausgeprägten Glanz der Körperoberseite und von Actidium durch den hinten nicht abgeschrägten Halsschild, der basal nicht schmäler ist als am Vorderrand. Die Spitze des Telsons ist zu einem feinen scharfen Zähnchen ausgezogen. Von Ptilium unterscheidet sich die Gattung auch durch die nicht freiliegenden Episternen am Metathorax.

## Vorkommen und Lebensweise
Die Tiere leben an faulenden Pflanzenmaterial und in trockenem Mist und Tierexkrementen. 

## Arten (Europa)
- Ptiliolum besucheti Israelson, 1976
- Ptiliolum caledonicum (Sharp, 1871)
- Ptiliolum schwarzi (Flach, 1887)
- Ptiliolum stockmanni Besuchet, 1971
- Ptiliolum wuesthoffi Rosskothen, 1934
- Ptiliolum africanum Peyerimhoff, 1917
- Ptiliolum fuscum (Erichson, 1845)
- Ptiliolum hopffgarteni (Flach, 1888)
- Ptiliolum marginatum (Aube, 1850)
- Ptiliolum sahlbergi (Flach, 1888)
- Ptiliolum spencei (Allibert, 1844)
- Ptiliolum oedipus (Flach, 1886)
- Ptiliolum oetzeni (Flach, 1888)